# كامبو دي روبليدو
كامبو دي روبليدو (بالإسبانية: Campo de Robledo)‏ هو كوماركا فرعية لكوماركا ثيوداد رودريجو في الجنوب الغربي لمقاطعة سلامنكا، التابعة لمنطقة الحكم الذاتي قشتالة وليون. لا تتوافق حدودها مع التقسيم الإداري، ولكن مع ترسيم الحدود الجغرافية الأرضية والتاريخية- التقليدية.